# Діана і Каллісто (живописний сюжет)
Діана і Каллісто — живописний сюжет, запозичений з творчості Овідія (Овідій «Метаморфози», розділ 2 «Кохання богів» (2:442-453)), у свою чергу поет узяв його з античної міфології. Епізод, багато в чому завдяки Овідію, став джерелом натхнення для численних картин європейських художників і для творів в інших видах мистецтва.

## Сюжет
Купання богині Діани, яка в III столітті до н. е. була ототожнена з богинею Місяця, було у центрі численних композицій.
У прихованому від людей куточку природи богиня-мисливиця Діана влаштувала свою купальню. Місце купальні зберігалось у таємниці. Умовою для оточення богині, котре складали німфи, було непохитне зберігання цноти і відсутність стосунків з чоловіками, чим відзначалась і сама Діана, знаменита обітницею незайманості.
Діяна, оточена німфами, купалася. Одну з німф, Каллісто (що означає «Гарніша за всіх»), побачив і вирішив спокусити Зевс. Знаючи, що Каллісто не порушить обітниці коханої богині, він удався до обману, набувши подоби самої Діани, в образі котрої і зійшовся з Каллісто, позбавивши її цноти.
Каллісто завагітніла. Розгнівана Діана вигнала німфу геть. 

## Картини за сюжетом
- Полотно Тіціана на цей сюжет користувалося широкою популярністю.
- Діана і вагітна німфа Каллісто, болонський художник Гаетано Гандольфі, зображає сцену викриття вагітності Каллісто.
- Діана і Каллісто, Джованні Баттіста Тьєполо

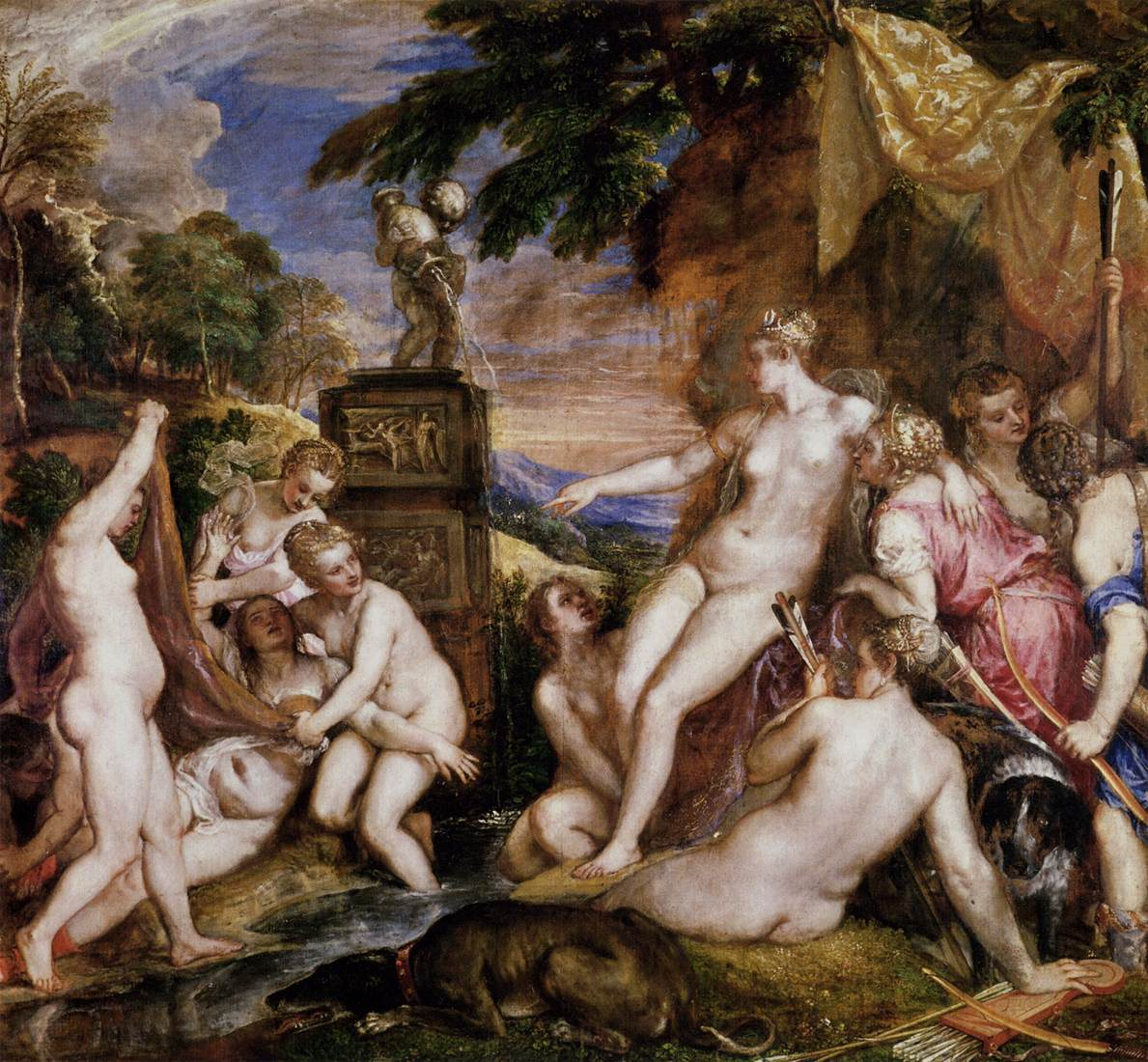
Тіціан
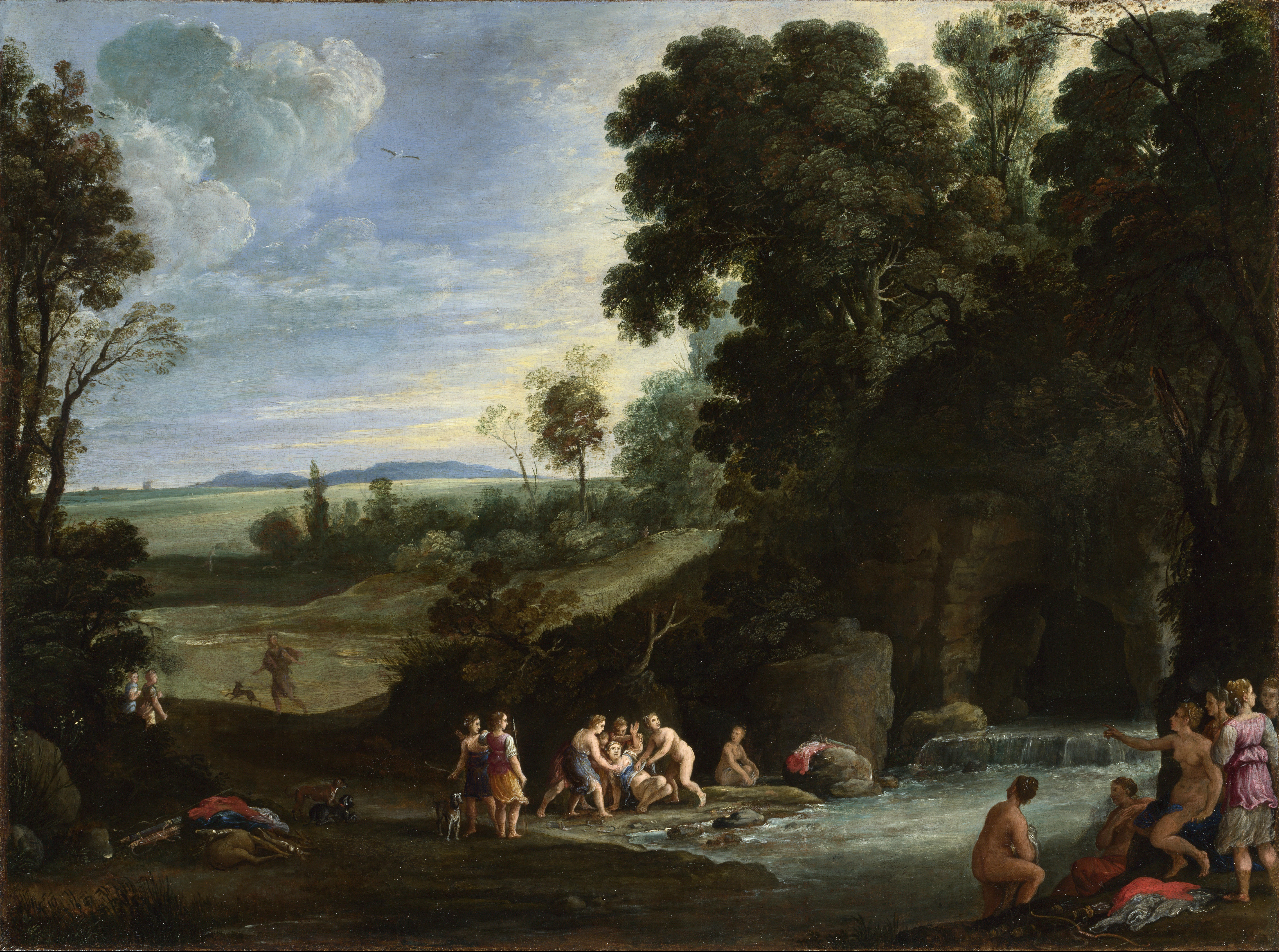
Пауль Бріль
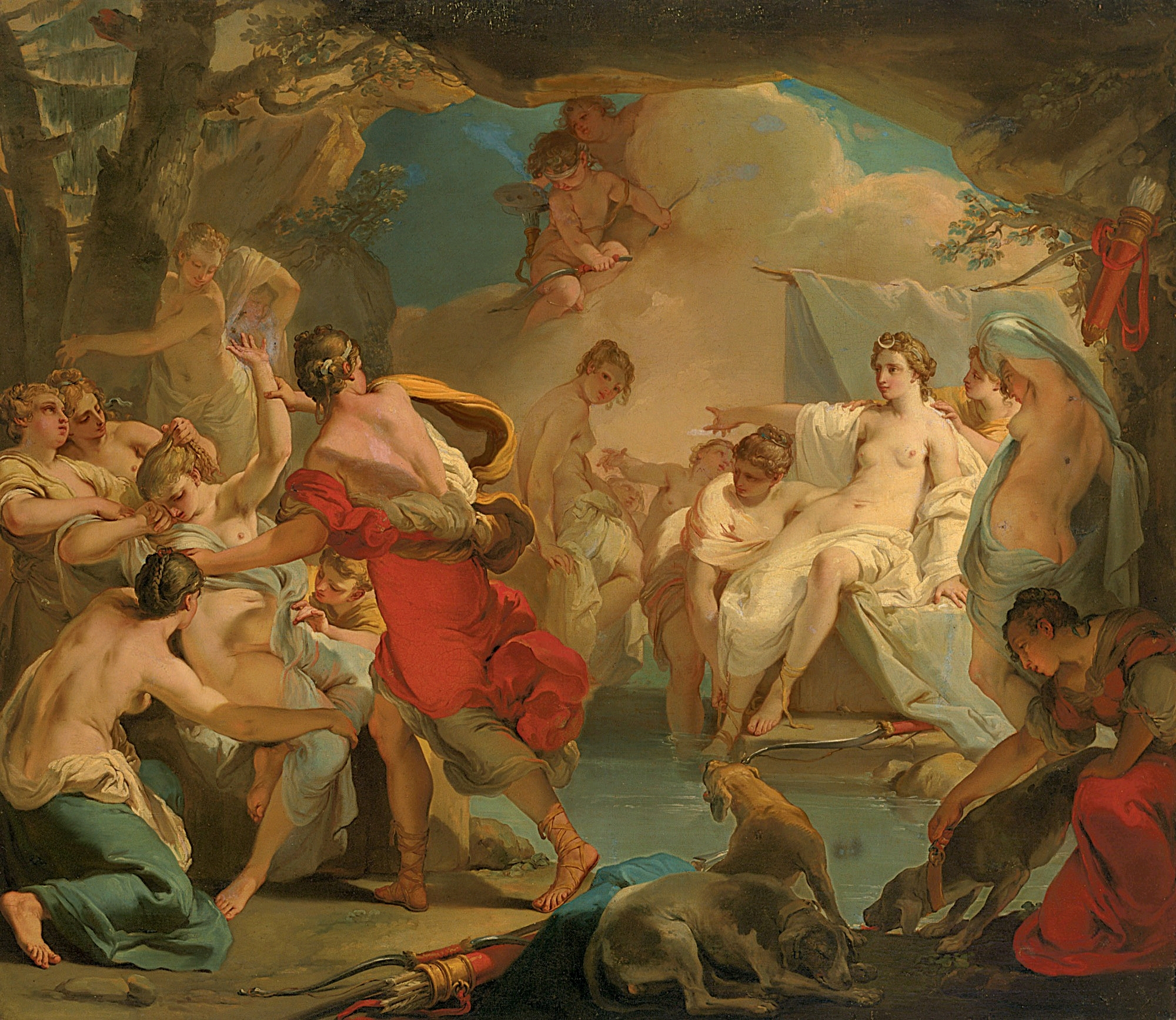
Діана і вагітна німфа Каллісто, Гаетано Гандольфі
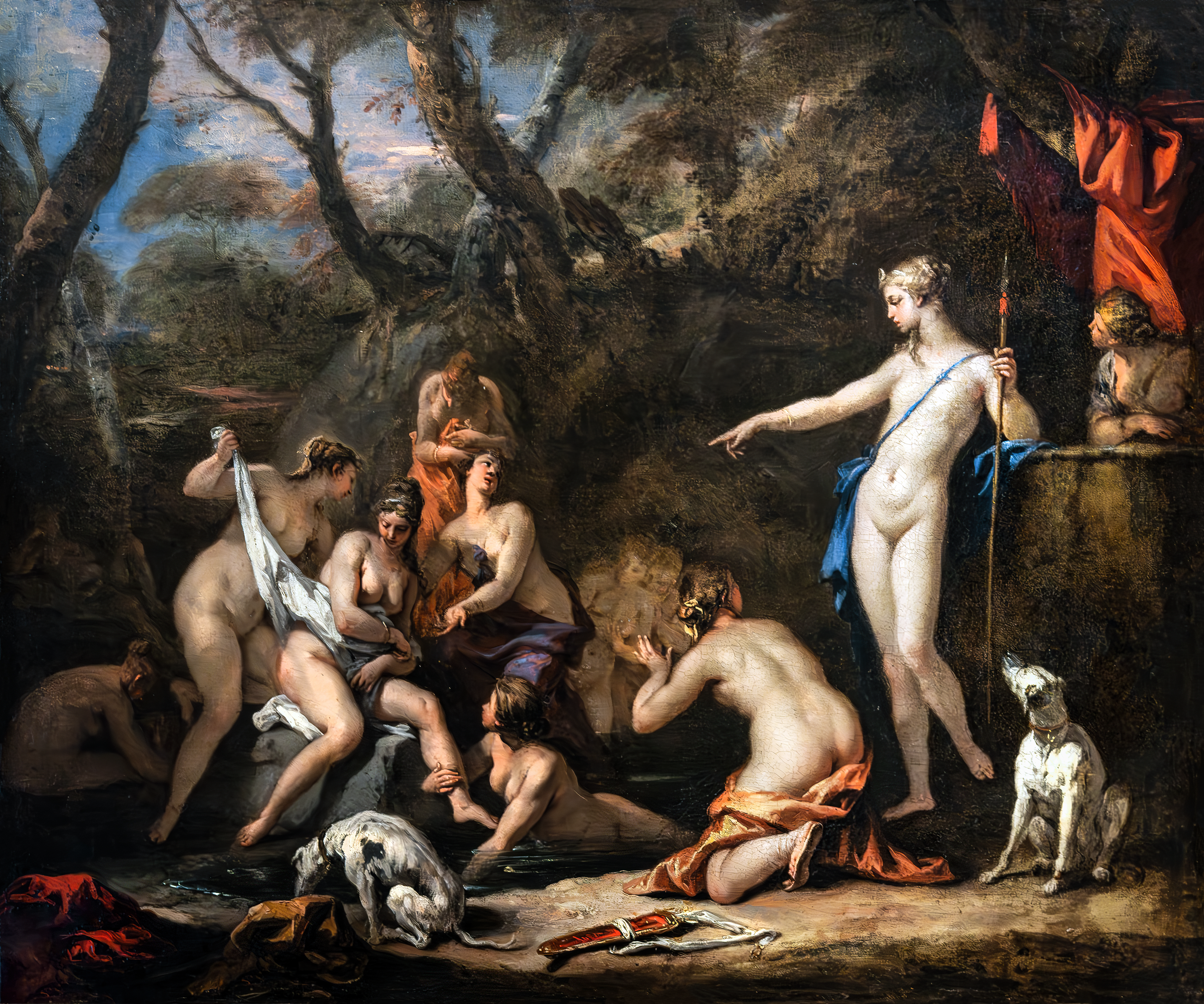
Себастьяно Річчі
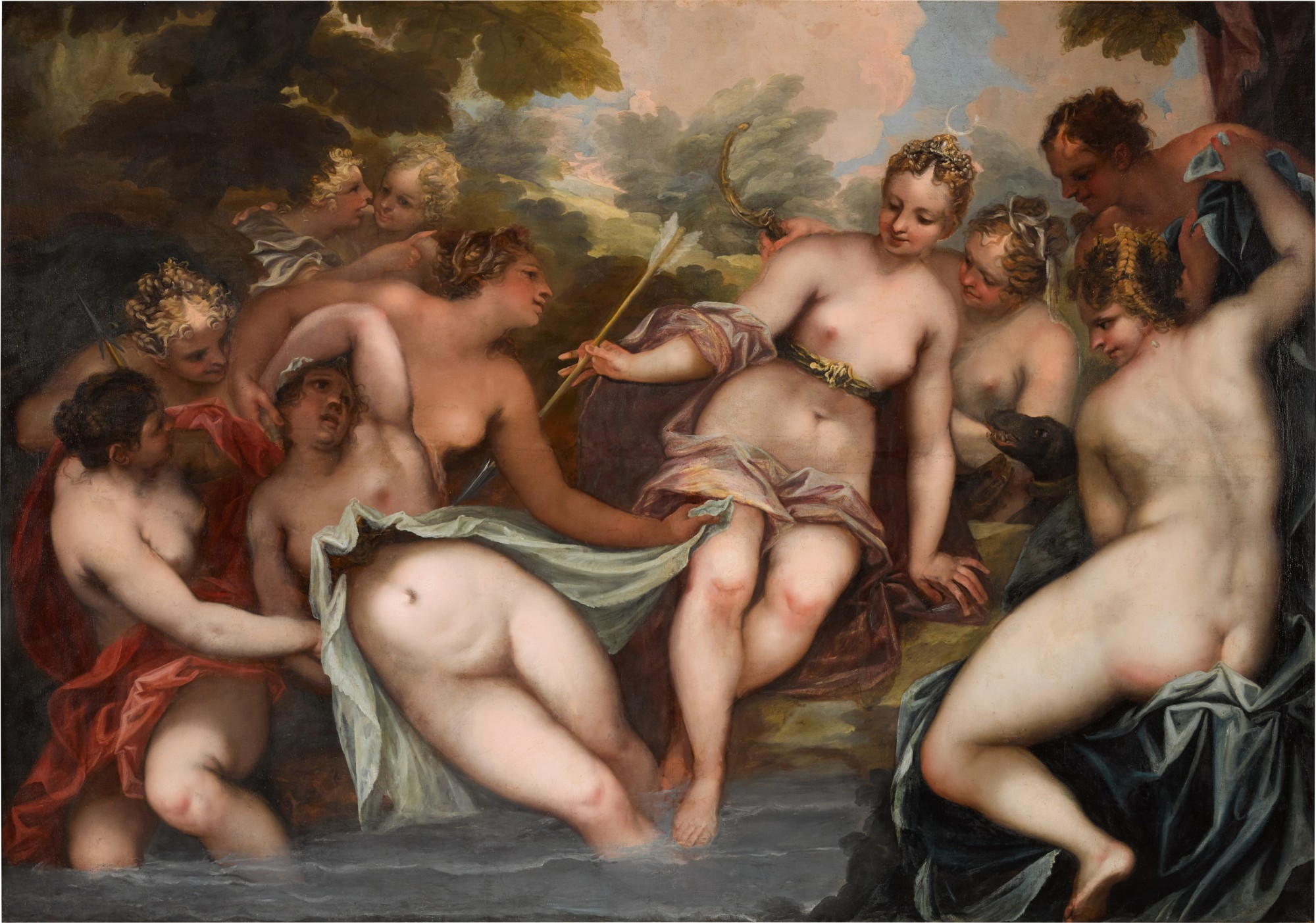
Пієтро Лібері